# Montier-en-Der
Montier-en-Der is een voormalige gemeente in het Franse departement Haute-Marne in de regio Grand Est en telt 2019 inwoners (1999). De plaats maakt deel uit van het arrondissement Saint-Dizier.

## Geschiedenis
Tot de Franse Revolutie hing de geschiedenis van de plaats samen met die van de abdij van Der. Deze werd in de 7e eeuw gesticht door Berchaire in een groot woud en was oorspronkelijk gewijd aan de heilige Remigius. Abt Adson liet in de 10e eeuw een nieuwe abdijkerk bouwen, die werd gewijd aan de heiligen Petrus en Paulus. In de 14e eeuw werd de abdij grotendeels verwoest door oorlogsgeweld. Vanaf 1499 liet abt François de Dinteville haar weer opbouwen.
Na 1789 werd de abdij afgeschaft en de abdijgebouwen werden opgekocht door de gemeente. In 1806 stichtte Napoleon een militaire stoeterij (haras) in de voormalige abdij van Montier-en-Der. In de loop van de 19e eeuw werden de abdijgebouwen aangepast aan de nieuwe functie. Montier-en-Der kreeg ook een hippodroom, de hippodrome de la Crouée gesticht in 1849.
Het oude centrum, grotendeels bestaande uit vakwerkhuizen, werd zwaar beschadigd in juni 1940 tijdens een Duits bombardement. De wederopbouw werd aangevat in 1949 en duurde verschillende decennia.
Op 1 januari 2016 fuseerde de gemeente met Robert-Magny om de commune nouvelle La Porte du Der te vormen.
In 2017 verliet het Institut français de cheval et de l’équitation Montier-en-Der. De gebouwen werden overgenomen door de gemeente.

## Geografie
De oppervlakte van Montier-en-Der bedraagt 27,7 km², de bevolkingsdichtheid is 72,9 inwoners per km².

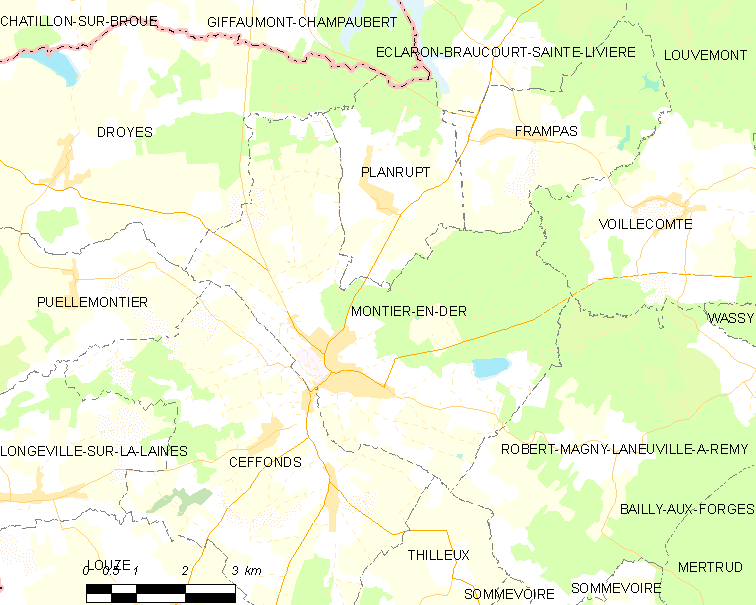
De ligging van Montier-en-Der

## Demografie
Onderstaande figuur toont het verloop van het inwonertal (bron: INSEE-tellingen).